# Leptobrachella serasanae
Leptobrachella serasanae là một loài lưỡng cư thuộc họ Megophryidae.
Loài này có ở Indonesia và Malaysia.
Các môi trường sống tự nhiên của chúng là các khu rừng ẩm ướt đất thấp nhiệt đới hoặc cận nhiệt đới và sông. Loài này đang bị đe dọa do mất môi trường sống.